# Đàn tranh

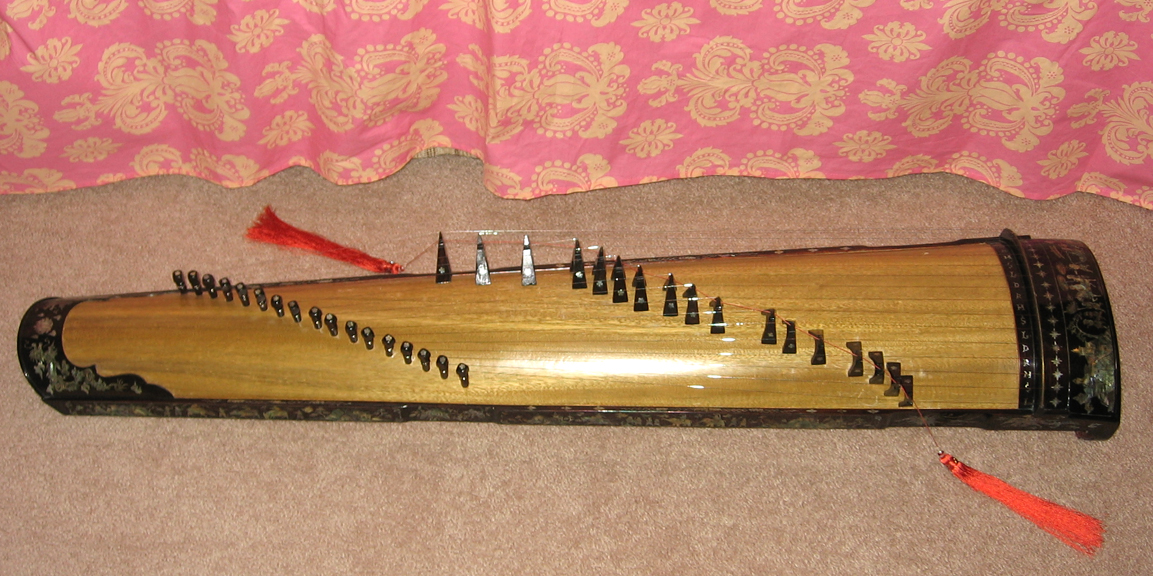
Đàn tranh

Le đàn tranh est un instrument de musique à cordes pincées Vietnamien de la famille des cithares sur table, proche du guzheng chinois, du koto japonais, du gayageum coréen, du yatga mongol, du kacapi soundanais et du jetygen kazakh.

## Origine
Le Đàn Tranh Vietnamien prend son origine du Guzheng Chinois. Il a été adapté par les Vietnamiens depuis l'époque des rois Trần, sous forme d'instrument à 9, 15 ou 16 cordes. 
Avec le temps, cet instrument a vu ses cordes en soie remplacées par des cordes métalliques. Aujourd'hui, les modèles modernes possèdent 17 cordes à la place des 16 cordes habituelles. 
Un modèle à 22 cordes ajoute une octave et permet de jouer plus dans les graves.

## Structure
Le Đàn tranh a la forme d'une caisse allongée, arrondie, longueur de 110 à 120 cm. Il a seize cordes. Il y a des chevalets vers le milieu de l'instrument pour accorder les notes.
Avant, les artistes portaient souvent 3 plectres aux pouce, index et majeur pour pincer les cordes. Les plectres sont en métal, en corne ou en ivoire.

## Utilisation
Le Đàn tranh est joué seul pour accompagner des poèmes ou joué avec des autres instruments traditionnels pour la musique folk en préférence.